# Čerjenci
Čerjenci (cyr. Черјенци) – wieś w Czarnogórze, w gminie Pljevlja. W 2011 roku liczyła 6 mieszkańców.